# 馮盛宗
馮盛宗（1541年—？），字時翰，號柱明，浙江寧波府慈谿縣人，民籍，明朝政治人物。

## 生平
隆慶元年（1567年）丁卯科浙江鄉試第五十八名舉人。隆慶五年（1571年）中式辛未科會試第一百十三名，三甲第一百零一名進士。吏部觀政，授灵山知县，萬曆五年（1577年）行取，授刑部主事，卒于官。

## 家族
曾祖馮蕙；祖父馮枝，驛丞；父馮九疇，封刑部主事；母陳氏。具庆下。兄盛朝。弟盛時。